# Liste der Nummer-eins-Hits in Norwegen (1966)
Diese Liste enthält alle Nummer-eins-Hits in Norwegen im Jahr 1966. Es gab in diesem Jahr elf Nummer-eins-Singles.
| Singles |
| --- |
| - The Beatles – Day Tripper - 7 Wochen (51/1965 – 5/1966) - Barry McGuire – You Were On My Mind - 1 Woche (6/1966) - The Overlanders – Michelle - 1 Woche (7/1966) - The Beatles – Michelle - 9 Wochen (8/1966 – 16/1966) - The Beach Boys – Barbara Ann - 4 Wochen (17/1966 – 20/1966) - The Beach Boys – Sloop John B - 5 Wochen (21/1966 – 25/1966) - The Beatles – Paperback Writer - 4 Wochen (26/1966 – 29/1966) - The Kinks – Sunny Afternoon - 4 Wochen (30/1966 – 33/1966) - The Beatles – Yellow Submarine - 7 Wochen (34/1966 – 40/1966) - Sonny & Cher – Little Man - 6 Wochen (41/1966 – 46/1966) - Herman’s Hermits – No Milk Today - 8 Wochen (47/1966 – 2/1967) |

Siehe auch: Nummer-eins-Hits 1966 in  Australien, Belgien, Deutschland, Finnland, Frankreich, Irland, Italien, Kanada, Neuseeland, den Niederlanden, Österreich, Spanien, den Vereinigten Staaten und im Vereinigten Königreich.